# Niels & Froukje
Niels & Froukje is een voormalig programma op de Nederlandse zender Radio 538 rond dj's Niels Hoogland en Froukje de Both.
In dit programma werden er onder andere actuele onderwerpen over uitgaan, seks en drugs aan de kaak gesteld en werden er uitgaanstips gegeven. Vaste onderwerpen waren de Hyves van luisteraars en een test om jezelf beter te leren kennen. Ook ondernam de Vrijdag Freak regelmatig halsbrekende, gevaarlijke en controversiële stunts die op de site van Niels & Froukje te zien waren. Tot slot was er de Wall of Shame waar foto's van luisteraars waren te vinden in compromitterende situaties. Op 3 juni 2011 werd bekend dat Niels Hoogland per direct vertrok bij Radio 538. Die avond nam Dennis Ruyer de plek in van Niels Hoogland, en later Barry Paf.